# Национален фронт за освобождение на кхмерския народ
Националният фронт за освобождение на кхмерския народ (НФОКН) е политически фронт, организиран през 1979 г. за борба срещу режима на Народна република Кампучия (НРК), създаден от виетнамците в Камбоджа. 200 000 виетнамски войници, подкрепящи НРК, както и дезертирали Червени кхмери, отстраняват бруталния режим на Пол Пот в Демократична Кампучия. Първоначално са приветствани от мнозинството от камбоджанците като освободители. Някои кхмери обаче си спомнят историческото съперничество между двете страни и се опасяват, че виетнамците ще се опитат да подчинят страната и започват да се противопоставят на военното присъствие.

## Начало
На 5 януари 1979 г. в Париж е създаден „Комитет за неутрална и мирна Камбоджа“, съставен от Сон Сан (водещ камбоджански неутралист, бивш президент на Националната банка на Камбоджа и Министър-председател от 1967 до 1968 г.), Сим Вър, Йем Самбаур, Ххик Тиулунг, Нонг Кими, Тон Оук и Чай Тул. Той издава декларация от шест точки, осъждаща Червените кхмери и „Северновиетнамската агресия“, настоявайки да се придържат към Женевските споразумения от 1954 г. и предложенията на Парижката мирна конференция от 1973 г., настоява за незабавно прекратяване на огъня в Камбоджа и създаването на демократично избрано правителство след референдум.
Виетнам нахлува в Демократична Кампучия през декември 1978 г. и влиза в Пном Пен на 6 януари 1979 г. Непосредствено след това, кралското тайландско правителство се обръща към Сон Сан с предложение за подкрепа на некомунистическа съпротива. Сан от своя страна лети до Ню Йорк, за да поиска от Нородом Сианук да ръководи НФОКН, но Сианук отказва и дори оттегля подкрепата си.
През февруари 1979 г. генерал Диен Дел и Нгуон Питурет заминават за Тайланд, за да формират Национална освободителна въоръжена сила. Двамата искат да убедят местните лидери да се присъединят. До средата на 1979 г. има 1600 въоръжени бойци.
През август 1979 г. Сан отива в Тайланд със синовете си (Сон Суберт и Сон Монир), Неан Чин Хан (бивш директор на изпълнителния кабинет под президента Лон Нол), Мадам Суон Касет Сокхомали, полковник Ту Чип, полковник Е. Хуор Ким Менг. НФОКН е обявен на 9 октомври в лагер в джунглите на планината Кардамом, като има „едва 2000 души“. На следващия месец пристига от Пекин първата доставка от 3000 пушки. Сан поема ръководството заедно с изпълнителен комитет и военен съвет.
По този начин НФОКН е създадена като дясна, прозападна, антикомунистическа политическа фракция в опозиция на виетнамската Народна република Кампучия.
Президентът на САЩ Роналд Рейгън разрешава предоставянето на помощ на НФОКН в опит да се сложи край на виетнамската окупация. През 1982 г. правителството на САЩ започва програма за скрита помощ за некомунистическата съпротива в размер на 5 милиона долара годишно. Тази сума е увеличена на 8 млн. долара през 1984 г. и 12 млн. през 1987 и 1988 г. В края на 1988 г.

## Политическа сила преди Парижките мирни споразумения
От самото начало НФОКН зависи от международна финансова помощ, за поддържането на лагери и да извършва военни операции. Сан е от решаващо значение за събирането на тази финансова помощ, както и за повишаване на международната осведоменост за каузата им. Всъщност, през 1982 г. той отива на пътуване за набиране на средства в Съединените щати и Европа. Сан е много популярен със своето тихо, скромно поведение и ангажираща личност. В допълнение към пътуванията на Сан, НФОКН оповестява статута си на първата некомунистическа фракция срещу НРК в Камбоджа. Това увеличава финансовата помощ, защото „западните“ сили се интересуват от изтласкването на виетнамците, но не подкрепят Червените кхмери.
За да увеличат политическото си влияние и легитимност, НФОКН се присъединява към Червените кхмери и обединеният национален фронт на принц Сианук за независима, неутрална, мирна и кооперативна Камбоджа за формиране на Коалиционното правителство. Въпреки че те не са съгласни с философията и методологията на Червените кхмери, те все още се борят за повишена международна легитимност и признание. Това увеличение се дължи на факта, че местните камбоджанци отхвърлят различията си и се обединяват, за да отстранят чужд окупатор. Всъщност някои смятат, че тази коалиция се формира отчасти поради външен натиск.

## Военна сила
Военният клон на НФОКН е Кхмерските национално освободителни въоръжени сили (КНОВС). Основана първоначално през март 1979 г. от генерал Диен Дел, тя е ръководена от Сак Суцхахан от 1981 – 1992 г. (с изключение на някои борби за власт). Но в отделни единици командването е относително автономно, поради което генерал Сак има трудната задача да координира действията на всяко звено. Това разбираемо води до много объркване и относителна неефективност за мащабни битки. От друга страна, тази организация получава ползи под формата на по-голяма гъвкавост и мобилност на въоръжените сили.
Независимо от тази военна тенденция да действа под формата на индивидуални атаки на единиците, от време на време към КНОВС се присъединяват и други сепаратистки сили, за да започнат мащабно нападение срещу определена цел или област. Например, на 28 март 1986 г. стартира успешно нападение над Батамбанг, вторият по големина град в Камбоджа.
За НФОКН големите военни действия са прекратени след офанзивата на виетнамския сухопътни сили през 1984 – 1985 г. Тези атаки са опустошителни, но не напълно обезсилващи. Дори и след огромната загуба на приблизително 30% от числеността си и материали, НФОКН все още е в състояние да извършва партизански операции за останалата част от своето съществуване.